# Єлховка (Бузулуцький район)
Єлхо́вка (рос. Елховка) — село у складі Бузулуцького району Оренбурзької області, Росія.

## Населення
Населення — 386 осіб (2010; 400 у 2002).
Національний склад (станом на 2002 рік):
- росіяни — 75 %